# Longo Sofista
Longo, detto Sofista (in greco antico: Λόγγος?, Lóngos; ... – III secolo circa), è stato uno scrittore e romanziere greco antico, tra i più importanti dell'intera letteratura greca.
L'appellativo gli fu attribuito dal filologo Gottfried Jungermann, che curò nel 1605 un'edizione della sua opera, ma non trova riscontro nei manoscritti.

## Biografia
Le informazioni sulla biografia di Longo sono nulle. Si suppone che fosse nativo di Lesbo perché il romanzo è ambientato in quell'isola. Vari elementi permettono di attribuire l'opera alla prima metà del III secolo. Sono stati portati argomenti per restringere la data di composizione agli anni tra il 235 e il 238.

### Nome
Al giorno d'oggi il nome di Longo (accompagnato dall'appellativo Sofista) è generalmente accettato dagli studiosi. In passato, tuttavia, sono state avanzate alcune ipotesi alternative. È stato per esempio suggerito che "Longo" possa essere un errore di lettura del titolo del romanzo nei manoscritti. Il codice Firenze, Biblioteca Laurenziana, Plut. 627, infatti, reca l'intestazione Λόγου ποιμενικῶν περὶ Δάφνιν καὶ Χλόην, cioè "del racconto di vicende pastorali riguardo Dafni e Cloe"; Viellefond, tuttavia, respinse l'ipotesi, che già era stata criticata, argomentando a proposito della tendenza del copista del codice fiorentino a storpiare i nomi propri. In aggiunta, è stato fatto notare che Λόγου è più probabilmente banalizzazione di Λόγγου, e non viceversa.

## Gli amori pastorali di Dafni e Cloe

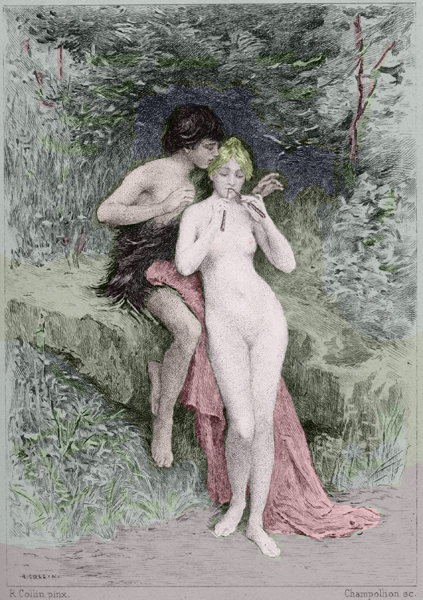
Dafni e Cloe. Copertina (di Raphael Collin) dell’edizione francese del 1890

Il romanzo, in quattro libri, narra le vicende di Dafni e Cloe che, abbandonati neonati e divenuti pastori (lui di capre, lei di pecore), dopo varie traversie sono infine riconosciuti dai ricchissimi genitori.
Nell'opera, che è il più raffinato degli antichi romanzi greci pervenutici, più delle vicende esterne interessano la descrizione poetica del mondo arcadico e soprattutto del nascere del desiderio e dell'amore tra i due adolescenti.
In una Lesbo bucolica e fantastica, due bambini abbandonati, Dafni e Cloe, vengono allattati l'uno da una capra, l'altra da una pecora. Vengono poi raccolti da due pastori, Dafni da Lamone, Cloe da Driante. Cresciuti in campagna, trascorrono insieme il tempo dell'infanzia, pascolando l'uno le capre, l'altra le pecore. Nei primi due libri Longo Sofista si concentra sulle scoperte di Eros da parte dei due giovani, nel terzo e nel quarto libro sono elencate le varie traversie prima del riconoscimento di Dafni e Cloe da parte dei veri genitori, ricchissimi e di famiglia nobile. Infine i due si sposeranno in un “matrimonio pastorale”.
È una struggente favola d'amore moderna, attuale: non dimentichiamoci che il tema erotico era insolito per l'epoca, presentato solitamente di scorcio (Ulisse è solo sfiorato dall'amore di Calipso e Nausicaa). Longo Sofista presenta, toccando anche argomenti “piccanti”, un coinvolgimento passionale bilaterale, una novità rispetto alla tradizione tragica. Abbiamo una successione di elementi passionali forti, che si completano solo nella descrizione finale dell'amplesso tra Dafni e Cloe: il sesso è lo specchio del loro rapporto. L'amore è uno squisito godimento dei sensi che si articola su una climax sessuale. Il rapporto completo è il massimo dell'Edoné, ma è eticamente perfetto solo nel matrimonio.
Il romanzo ha ripetutamente ispirato scrittori, pittori e altri artisti sin dal Rinascimento.

## Edizioni
- Longo Sofista, Dafni e Cloe, a cura di Maria Pia Pattoni, IXª ed., Milano, Rizzoli, 2018  [2005], ISBN 978-88-17-00609-5.